# Theristria commoni
Theristria commoni is een insect uit de familie van de Mantispidae, die tot de orde netvleugeligen (Neuroptera) behoort. 
Theristria commoni is voor het eerst wetenschappelijk beschreven door Lambkin in 1986.